# Poli(tereftalan butylenu)
Poli(tereftalan butylenu) (PBT) – polimer z grupy poliestrów, otrzymywany na drodze polikondensacji z tereftalanu dimetylowego i glikolu butylenowego; podstawa jednego z termoplastycznych tworzyw sztucznych.
Na rynek został wprowadzony po raz pierwszy przez firmę Ticona pod nazwą Celanex.
Stosowany jest w przemyśle elektronicznym jako warstwa izolacyjna. Dzięki temu, że jest wysoce krystaliczny i po wtrysku do formy kurczy się w bardzo małym stopniu, jest stosowany do produkcji precyzyjnych kształtek, stosowanych w np: przełącznikach elektrycznych. Można go stosować w temperaturze do 150 °C. Produkuje się z niego również precyzyjne elementy aparatury medycznej i w mieszaninie z pleksiglasem elementy samochodów i sprzętu AGD.